# Lightsleeper (Neil en Liam Finn)
Lightsleeper is het eerste studioalbum van de Nieuw-Zeelandse zanger/muzikant en liedjesschrijver Neil Finn en zijn zoon Liam Finn. Liam heeft wel eerder met zijn vader meegespeeld tijdens internationale tournees en bij plaatopnames, maar ze hebben nog niet eerder samen een album opgenomen.

## Introductie
Neil Finn speelde samen met zijn broer Tim Finn in de band Split Enz (ca. 1975-1980) en scoorde enkele internationale hits. De bekendste nummers zijn Message to my girl, I hope I never en I got you. Na Split Enz begon Neil met de band Crowded House, met succesvolle nummers als Don’t dream it’s over, Weather with you en Into temptation. Daarna startte hij een solocarrière en maakte hij weer enkele albums met zijn broer Tim. Hij maakt meestal melodieuze liedjes. 
Liam Finn maakte deel uit van Crowded House, als ze op tournee gingen. Later heeft hij zich aangesloten bij de Nieuw-Zeelandse band Betchadupa en blues-rock formatie The Black Keys. Hij speelt zowel gitaar en drums als experimentele instrumenten.

## Muziek
In de muziek op dit album worden de melodieuze liedjes van Neil gecombineerd met experimentele geluiden van Liam. De muziek is wat dromerig. Er staat veel harmonieuze samenzang op deze plaat. De meeste tracks zijn geschreven door Neil en Liam Finn. Neil’s vrouw Sharon speelt basgitaar en zingt op enkele nummers. Hun tweede zoon Elroy speelt drums, percussie en slide-gitaar. Zij hebben ook meegeschreven aan het nummer Meet me in the air. Het langste nummer van dit album is het funky Where’s my room, dat doet denken aan Prince. Anger plays a part (dat op single is verschenen) lijkt nog het meeste op Crowded House.
Dit album is uitgebracht op dubbel-LP (vinyl) en op CD. Het nummer Troubles (track 8) staat wel op de LP maar niet op de CD. Er zijn kleine verschillen in de volgorde van de tracks. Onderstaande volgorde is van de CD.

### Tracklijst
1. Prelude – Island of peace (Neil Finn) – 2:44
2. Meet me in the air (Neil, Sharon, Liam & Elroy Finn) – 4:42
3. Where's my room – 7:01
4. Anger plays a part (Liam Finn) – 3:01
5. Listen (Neil Finn) – 3:27
6. Any other way – 3:49
7. Back to life – 4:09
8. Hiding place – 5:52
9. Ghosts – 3:32
10. We know what it means – 6:25
11. Hold her close – 4:12

## Muzikanten
Neill en Lim Finn bespelen allebei een grote verscheidenheid aan instrumenten. Ze worden op dit album bijgestaan door een aantal gastmuzikanten. Mick Fleetwood, de drummer van Fleetwood Mac, speelt op drie nummers mee. Inmiddels heeft Neil Finn zich aangesloten bij Fleetwood Mac, als vervanger van zanger/gitarist Lindsey Buckingham.
- Neil Finn – zang (tracks 1–10), synthesizer (tracks 1–3, 6–7, 11), piano (tracks 2–10), Wurlitzer (tracks 3–4, 10), elektrische gitaar (tracks 3 en 7), drums (track 3), ARP strings (track 4), drum synthesizer (track 5), slide-gitaar (track 7), akoestische gitaar (tracks 7–8 and 10), basgitaar (tracks 7, 9–10), mellotron (track 10).
- Liam Finn – zang (alle tracks), elektrische gitaar (tracks 2–5, 7, 9–10), basgitaar (track 3, 5–8), drums (track 4 en 9), akoestische gitaar (tracks 4, 8, 10–11), synthesizer (tracks 4, 6–8, 11), samples (track 5), geluidseffecten (tracks 5, 8, 10), loops (track 10)
- Elroy Finn – drums (tracks 2, 7), percussie (track 3), slide-gitaar (track 10)
- Sharon Finn – basgitaar (tracks 2, 10), zang (track 9)
- Mick Fleetwood – drums (tracks 4, 6 en 10), percussie (track 6)
- Connan Mockasin – elektrische gitaar (tracks 2–3, 6), koor (tracks 1, 7)
- Barnes Family – koor (tracks 1, 7)
- Devo Finns – koor (tracks 1, 7)
- Jimmy Metherrell – koor (tracks 1, 7)
- Elliot Finn – zang (track 2)
- Harper Finn – gefluister (track 2)
- Matthew Eccles – percussie (track 2)
- Kody Neilson – drums (track 2)
- Victoria Kelly – snaararrangementen (tracks 3, 8, 11)
- Elias Dendias – bouzouki (track 7)
- Spiros Anemogianis – accordeon (track 7)

Dit album kreeg op de site AllMusic drie sterren (maximum vijf). Het album behaalde in het vaderland Nieuw-Zeeland een achtste plaats, in Australië #21 en in Nederland #146.